# Pieve d’Olmi
Pieve d’Olmi (lombardul: Pief d'Ulmi) település Olaszországban, Lombardia régióban, Cremona megyében. Lakosainak száma 1236 fő (2023. január 1.). Pieve d’Olmi Malagnino, Sospiro, Polesine Zibello, San Daniele Po, Bonemerse és Stagno Lombardo községekkel határos.

## Népesség
A település lakossága az elmúlt években az alábbi módon változott:
| Lakosok száma | 1324 | 1291 | 1273 | 1236 |
|               | 2013 | 2017 | 2018 | 2023 |